# Ars Poetica
Pour les articles homonymes, voir Art poétique (homonymie).
Ars Poetica, ou Art poétique ou Épître aux Pisons, est un poème écrit par Horace vers 19 av. J.-C., dans lequel il conseille les poètes sur l'art d'écrire des poèmes et des pièces de théâtre.

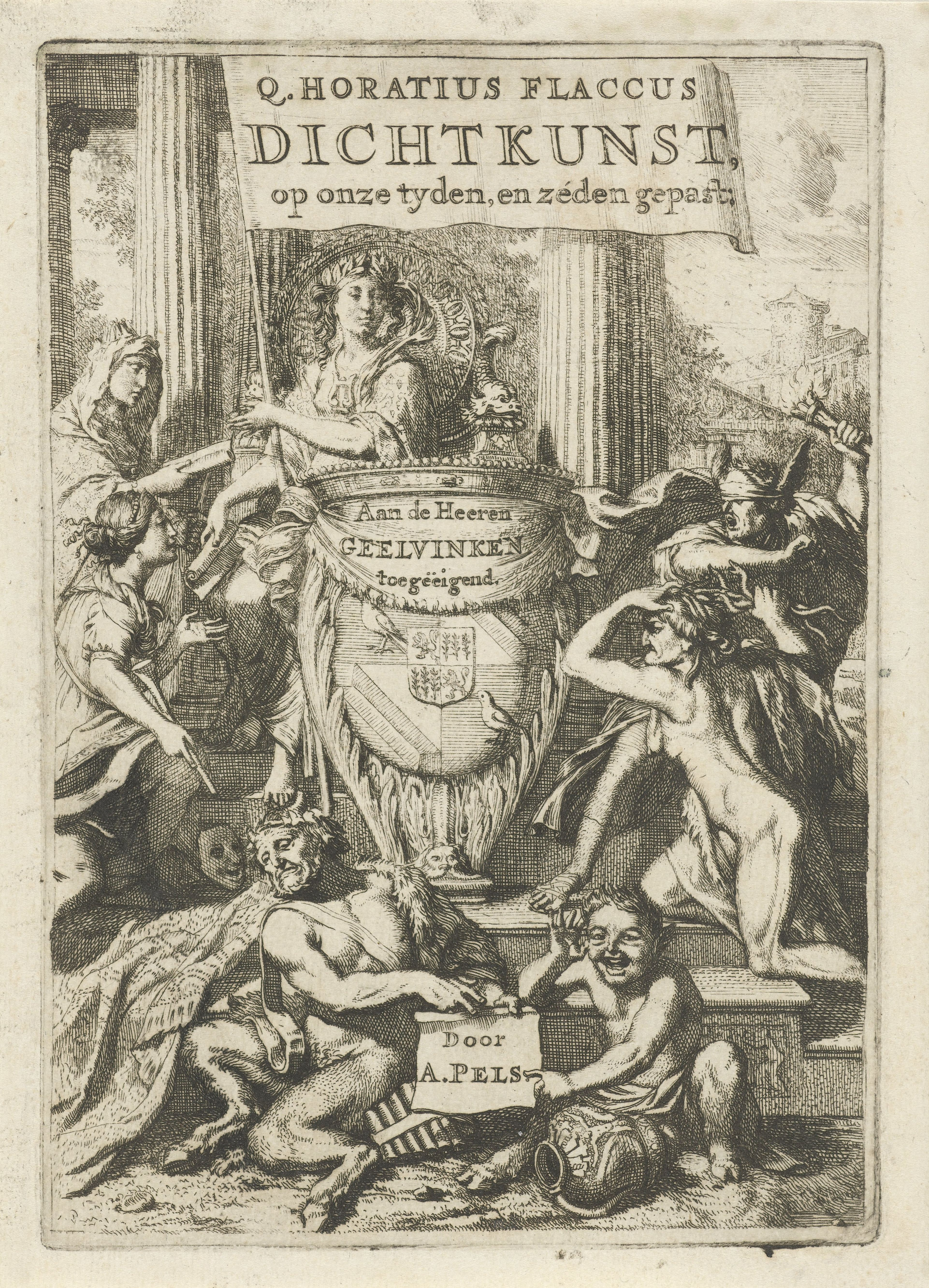
Armoiries de la famille Geelvinck entourées de figures allégoriques, notamment de la poésie, dans la page de titre de Quintus Horatius Flakkus Dichtkunst d'Andries Pels. Gravure de Gérard de Lairesse exécutée entre 1675 et 1677.

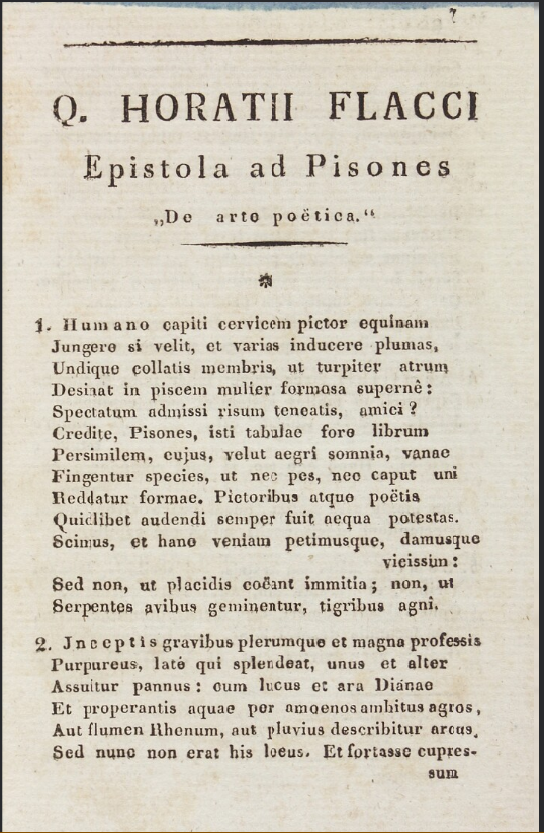
Première page du chapitre « De arte poetica » dans Epistola ad Pisones de Q. Horatii Flacci.

L'Ars Poetica a « exercé une grande influence à des époques ultérieures sur la littérature européenne, notamment sur le théâtre français », et a inspiré des poètes et des auteurs depuis sa rédaction. Bien qu'il soit connu depuis le Moyen Âge, il est utilisé dans la critique littéraire depuis la Renaissance.

## Contexte
Le poème, qui fait partie du deuxième volume des Épîtres d'Horace, a été écrit en vers hexamétriques sous forme d'épître à Lucius Calpurnius Piso Caesoninus (sénateur et consul romain) et à ses deux fils, et est parfois appelé Epistula ad Pisones, ou Épître aux Pisons. La première mention de son nom en tant qu'Ars Poetica a été faite vers 95 par le critique littéraire classique Quintilien dans son Institution oratoire, et depuis lors, elle est connue sous ce nom. Les traductions de l'épître originale sont généralement en prose.
« Rédigée, comme les autres épîtres d'Horace de cette période, dans le cadre d'une conversation libre, l'Ars Poetica se compose de 476 lignes contenant près de 30 maximes à l'intention des jeunes poètes. » Il s'agit d'une lettre poétique invitante et vivante, composée pour des amis qui apprécient la littérature poétique.
Horace aborde la poésie d'un point de vue pratique — en tant que métier, ou ars — plutôt que suivant l'approche théorique de ses prédécesseurs, les philosophes Aristote et Platon. Il tient également le poète en haute estime, contrairement, par exemple, à Platon, qui se méfie de la mimèsis et qui fait dire au philosophe Socrate, dans le livre 10 de La République, qu'il bannirait les poètes de l'État idéal.

## Concepts clés
L'ouvrage est articulé autour de ces thèmes principaux:
1. Un poème exige une unité, qui doit être assurée par l'harmonie et la proportion, ainsi que par un choix judicieux du sujet et une bonne diction. Le rythme et le style doivent être adaptés au thème et au personnage. Un bon modèle se trouve toujours chez Homère (ll, 1-152).
2. La poésie dramatique exige un soin particulier, en ce qui concerne le dessin des personnages, la justesse de la représentation, la durée d'une pièce, le nombre d'acteurs, l'utilisation du chœur et de sa musique, les caractéristiques particulières du type satyrique, les formes de vers et l'utilisation de modèles grecs (ll. 153-294).
3. Les qualifications d'un poète comprennent le bon sens, la connaissance du caractère, l'adhésion à des idéaux élevés, l'association du dulce et de l'utile, la supériorité intellectuelle, l'appréciation de la noble histoire et de la haute mission de la poésie, et surtout la volonté d'écouter et de profiter d'une critique impartiale (ll. 295-476).

L'ouvrage est également connu pour sa discussion sur le principe du convenable (l'utilisation d'un vocabulaire et d'une diction appropriés dans chaque style d'écriture ; l. 81-106) et pour les critiques d'Horace sur la prose pourpre (en) (purpureus pannus, l. 15-16), un terme qu'il a inventé pour désigner l'utilisation d'un langage fleuri. Ce principe est considéré comme une composante essentielle de la poétique horatienne car il vise principalement à atteindre la vraisemblance dans la représentation artistique, en guidant tout, du choix du genre à la diction, la caractérisation dramatique, le mètre, l'invention poétique et l'effet recherché. Certains ont cité que le convenable impose une subordination telle que celle des parties au tout, de la femme à l'homme, du désir à la raison, et de l'individu à l'État.
À la ligne 191, Horace met en garde contre le deus ex machina, qui consiste à résoudre une intrigue alambiquée en faisant apparaître un dieu de l'Olympe qui remettra les choses en ordre. Horace écrit : « Nec deus intersit, nisi dignus vindice nodus » (« Qu'un dieu n'intervienne pas, à moins qu'un nœud ne se présente qui soit digne d'un tel démêleur »).
Selon Leitch, c'est le caractère citable de l'Ars Poetica d'Horace qui lui a conféré une place de choix dans la critique littéraire :

« On ne saurait surestimer l'importance de l'Ars Poetica (Art de la poésie) d'Horace pour l'histoire ultérieure de la critique littéraire. Depuis sa composition au premier siècle avant notre ère, ce poème critique épigrammatique et parfois énigmatique a exercé une influence presque continue sur les poètes et les critiques littéraires — peut-être parce que ses dicta, formulés sous forme de vers, sont si éminemment citables. L'injonction d'Horace selon laquelle la poésie doit à la fois « instruire et réjouir » a été répétée si souvent qu'elle est connue sous le nom de platitude horatienne. »

La platitude horatienne est généralement présentée comme « instruire et ravir », mais parfois comme « instruire ou ravir ». La première interprétation implique que toute littérature doit être instructive. Une ambiguïté connexe réside dans le fait que « instruire » pourrait être mieux traduit par « aider », « conseiller » ou « avertir ». Horace répète cette maxime sous différentes formes : « Aut prodesse uolunt aut delectare poetae aut simul et iucunda et idonea dicere uitae » (« Le poète souhaite profiter ou plaire, ou être agréable et utile en même temps »), « miscuit utile dulci » (« un mélange d'utile et de doux »), et « delectando pariterque monendo » (« ravir et conseiller »).

## Éditions françaises
- Horace (traduction par Charles Batteux), L’Art poétique, Saillant & Nyon, 1771, vol. 1, p. 331-393 (lire sur Wikisource).
- Horace (traduction par Jacques Pelletier du Mans), Art poétique.
- Horace (traduction par Leconte de Lisle), « Art poétique », dans Œuvres de Horace, Alphonse Lemerre, s. d., Tome premier, p. 231-261 (lire sur Wikisource).
- Horace (traduction par Édouard Sommer), L'Art poétique en traduction juxtalinéaire, Hachette, 1900 (lire sur Wikisource).